# Chó Tahiti
Chó Tahiti (tiếng Tahitian: īrī Mā'ohi, theo nghĩa đen được dịch là "chó bản xứ") là một giống chó đã tuyệt chủng của Tahiti và Quần đảo Society. Tương tự như các giống chó Polynesia khác, nó được đưa đến quần đảo Society và Tahiti bởi tổ tiên của người Tahiti (người Mā'ohi) trong quá trình di cư đến Polynesia. Chúng là một phần thiết yếu của xã hội truyền thống Tahitian; thịt của chúng được sử dụng trong ẩm thực Tahiti và các bộ phận khác của chúng được sử dụng để làm công cụ và quần áo trang trí.

## Khảo cổ học
Các ghi chép khảo cổ chỉ ra rằng chó đã có mặt ở quần đảo Society từ thời kỳ định cư ban đầu đến thời điểm xảy ra sự tiếp xúc của châu Âu. Các cuộc khai quật hiện đại ở Tahiti và các quần đảo Society khác đã phát hiện ra một số di tích còn sót lại của Chó Tahiti. Năm 1960, một vài răng nanh được phát hiện tại nơi trú ẩn Ana Paia, trên Mo'orea. Vào năm 1962, một sọ, chân tay và đốt sống hoàn chỉnh được phát hiện tại một địa điểm gọi là marae, một nơi sinh hoạt tôn giáo và cộng đồng trên Mo'orea cùng với xương hàm tại một địa điểm khác trên cùng một hòn đảo. Năm 1973, các nhà khảo cổ học người Mỹ Yosihiko H. Sinoto và Patrick C. McCoy đã khám phá ra những mảnh xương của chó và lợn thuần hóa trong những khu định cư ban đầu của Vaiato'oia (gần Fa'ahia) trên đảo Huahine.